# Bundesstraße 477
Die Bundesstraße 477 (Abkürzung: B 477) ist eine deutsche Bundesstraße in Nordrhein-Westfalen westlich von Köln. Sie stellt die kürzeste Verbindung zwischen Neuss und der Eifel dar.

## Entstehung und Entwicklung
Die Bundesstraße 477 wurde Mitte der 1960er Jahre eingerichtet, um das Netz der Bundesstraßen zu verbessern. Bei Elsdorf verläuft die B 477 mit der B 55 kurzzeitig auf einer Trasse. Das Gleiche gilt für Zülpich (B 265) und Mechernich (B 266), wobei hier der parallele Streckenverlauf länger besteht. Im Bereich Neuss und in der Ortsdurchfahrt von Niederaußem kommt es regelmäßig zu Staus.
Zwischen Rommerskirchen und Bergheim sind aktuell mehrere Umgehungsstraßen geplant (Umgehung Rommerskirchen, Umgehung Rheidt-Hüchelhoven und westlicher Zubringer Niederaußem).
Die B 477 gilt unter vielen Motorradfahrern aus dem Raum Düsseldorf-Niederrhein-Ruhrgebiet an Wochenenden als „Einflugschneise“ zum Nürburgring und in die Ferienregion Eifel.